# Le Faune et la Bergère
Le Faune et la Bergère (8) is een door Igor Stravinsky gecomponeerde suite voor mezzosopraan en orkest op teksten van Aleksandr Poesjkin. Er bestaan vertalingen van in het Frans (door Alexandre Komaroff) en in het Duits (door Heinrich Möller). Le Faune et la Bergère werd gecomponeerd in 1906 in Imatra en Sint-Petersburg; de instrumentatie werd in 1907 voltooid. Stravinsky maakte een uittreksel voor piano en zang van het werk. Le Faune et la Bergère is opgedragen aan Stravinky's (eerste) vrouw, Ekaterina Grabrielovna Stravinsky. De compositie duurt ongeveer 10 minuten.
Het werk omvat drie liederen:
1. Herderin (Andantino)
2. Faun (Moderato/Allegro moderato)
3. Stortvloed (Andante/allegro)

De première vond plaats in een privéuitvoering in 1907 in Sint-Petersburg, een jaar later (op 16 februari 1908) gevolgd door een openbare uitvoering onder leiding van Felix Blumenfeld. Stravinsky heeft zelf commentaar gegeven op zijn werk:
"De Faun klinkt als Wagner op sommige plaatsen, als Tsjaikovski's Romeo en Julliet op andere plaatsen (maar nooit als Rimsky-Korsakov, wat de meester verontrust moet hebben) en helemaal niet als Stravinsky, of alleen met dik bebrilde wijsheid achteraf."
Stravinsky vertelde (in Memories and Commentaries) dat Rimsky-Korsakov het eerste lied vreemd vond en de hele-toonprogressies verdacht Debussy-achtig.

## Oeuvre
Zie het Oeuvre van Igor Stravinsky voor een volledig overzicht van het werk van Stravinsky.

## Geselecteerde discografie
- Stravinsky Songs 1906-1953. Conducted by the Composer (1971), CBS 72881 (in 1991 verschenen op CD in de 'Igor Stravinsky Edition' in het deel 'Operas - Le Rossignol - 35 Songs', 2 CD's - Sony SM2K 46 298)